# Jakob Preussmark
Jakob Preussmark, död 29 mars 1828, var en violinist vid Kungliga hovkapellet. 

## Biografi
Jakob Preussmark anstogs 1790 i operastatens grupp av elever och extrakapellister där han ännu stod noterad 1803.
1804 fick Preussmark slutligen anställning vid Hovkapellet då han tillsammans med övriga elever flyttades till ordinarie orkestern.
Preussmark avskedades vid uppsägningarna 1807, men flyttades till en trumpetartjänst som han innehade till 1811.
Från och med 1812 var han åter anställd som violinist. Samma år var han också en av de sexton musiker som kontrakterades till Dramatiska teaterns orkester.
Preussmark var också under cirka tjugofem år sekreterare i Hovkapellets Änke- och pupillkassa. 
Han var gift med Maria Christina Bäckman (död 1837). Preussmark avled 29 mars 1828.